# Афгансько-сербські відносини
Афгансько-сербські відносини (серб. Односи Србије и Авганистана) — зовнішні відносини Республіки Сербія та Ісламської Республіки Афганістан.

## Двосторонні відносини
Дипломатичні відносини з Афганістаном встановлено 1954 року.
Інтереси Республіки Сербія в Афганістані представляє сербське посольство в Індії, розташоване в Нью-Делі.

### Економічні відносини
- 2020 року товарообмін, заснований на експорті з Республіки Сербія, становив 3,29 млн. дол.
- У 2019 році товарообмін спирався на експорт із Сербії в розмірі 1,92 млн. дол.
- 2018 року товарообмін базувався на експорті з Сербії на суму 24 млн дол.[3]

### Дипломатичні представники

#### У Белграді
- Анахіта Ратебзад, посол, 1978—1980.
- Мохамад Амін Етемаді, посол
- Мухамед Фаранг, посол, 1972—1974.
- Атаула Зіа, посол, 1970—
- Абдул Разул, посол
- Абдул Табібі, посол, 1964—1965.
- Мохамад Ареф, посол, 1960—

#### У Кабулі
- Бейто Новобрдалі, посол, 1982—
- Богдан Малбашич, посол, 1978—1982.
- Борислав Самоніков, посол, 1974—1978.
- Воїслав Шобаїч, посол, 1969—1973.
- Іван Мирошевич-(Сорго), посол, 1964—1969.
- Петар Івкович, посол, 1960—1964.